# Кристофер Хиченс
Кристофер Ерик Хиченс (енгл. Christopher Hitchens; Портсмут, 13. април 1949 — Хјустон, 15. децембар 2011) је био англеско-амерички писац, новинар, књижевни, религијски и друштвени критичар.
Писањем се бавио више од четири деценије. Писао је колумне за Vanity Fair, The Atlantic, Slate, World Affairs, The Nation и Free Inquiry. Често је гостовао у разним емисијама и на предавањима о религији.

## Биографија
Кристофер Ерик Хиченс је рођен у Портсмуту, Енглеска, 13. априла 1949. Иако је задржао британско држављанство, постао је америчким грађанин на степеницама Џеферсоновог споменика на свој 58. рођендан, 13. априла 2007. Његова последња књига Hitch-22: А Memoir, објављена у јуну 2010. На турнеји којом је промовисао књигу откривен му је рак једњака, о чему је врло отворено писао.
Брат Кристофера Хиченса, Питер Хиченс је такође познати новинар, који пише колумне за Daily Mail.

## Професионална каријера
Хиченс је познат по својим оштрим критикама јавних личности, међу којима су и Хенри Кисинџер, Бил Клинтон, Хилари Клинтон, Мајка Тереза и четрнаести Далај Лама. Захваљујући свом агресивном стилу дебатовања, постао је уједно хваљена и контроверзна фигура. У почетку своје каријере политичког посматрача и полемичара истакнуо се у новинама и часописима с леве стране политичког спектра у Уједињеном Краљвству и Сједињеним Државама. Године 1989, се започео дистанцирати од уходане левице, након по његовим речима „млаке реакције“ европске левице на фатву за убиство Салмана Рушдија. Терористички напади 11. септембра 2001. су оснажили његову подршку интервенционистичкој спољној политици Сједињених Држава, и гласну критику онога што је називао „фашизмом с исламским лицем“. Због многих чланака у којима изражава подршку Рату у Ираку проглашен је неоконзервативцем те стекао пежоративни надимак Блиткон, док он сам инсистира да није „конзервативац било које врсте“.
Хиченс је био један од носитеља покрета "Новог атеизма". Себе је описивао као антитеисту, и верника у филозофске вредности просвјетитељства. Тврди да би особа „могла бити атеиста и прижељкивати да је веровање у бога исправно“, али да је „антитеист, термин за којег желим да уђе у циркулацију, неко коме је драго да не постоје докази за такву тврдњу". Верује да је концепт бога или врховног бића тоталитарно веровање које уништава личну слободу, те да би слободни израз у научна достигнућа требало да замени религију као средство подучавања етике и дефинисања људске цивилизације. Хиченс често говори против аврамских религија или како их он зове “три велика монотеизма” (јудаизам, хришћанство и ислам).
Критици религије посветио је свој бестселер из 2007, Бог није велики. У књизи Бог није велики проширио је критику на све религије, укључујући и оне које су ретко критиковане од стране западних секулариста као што су хиндуизам и неопаганизам. „Бог није велики“ је била номинована за америчку награду National Book Award 2007. године.